# F/A-18 Hornet Solo Display

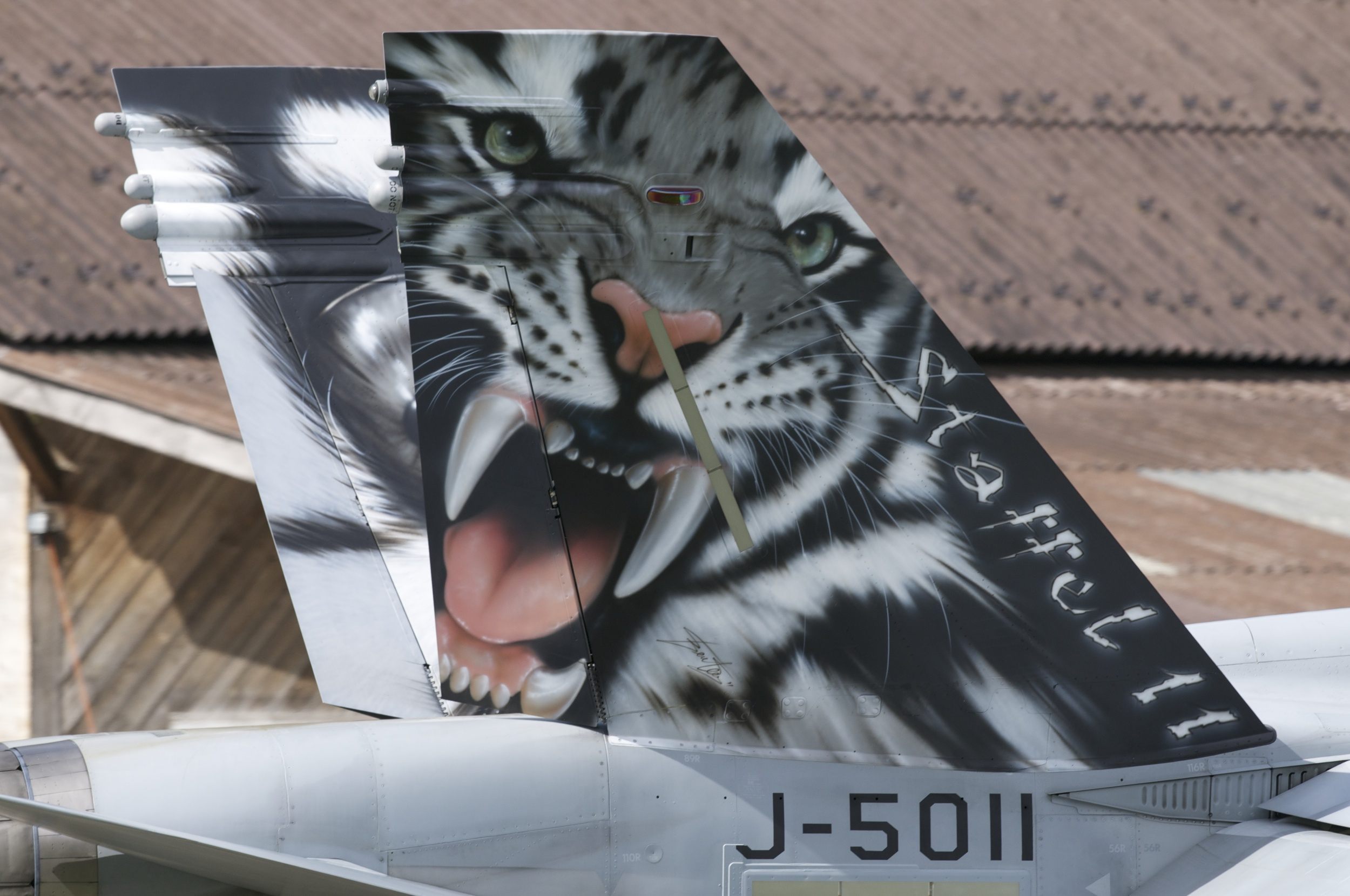
Beispiel einer Staffelmaschine; J-5011 im Jahr 2012

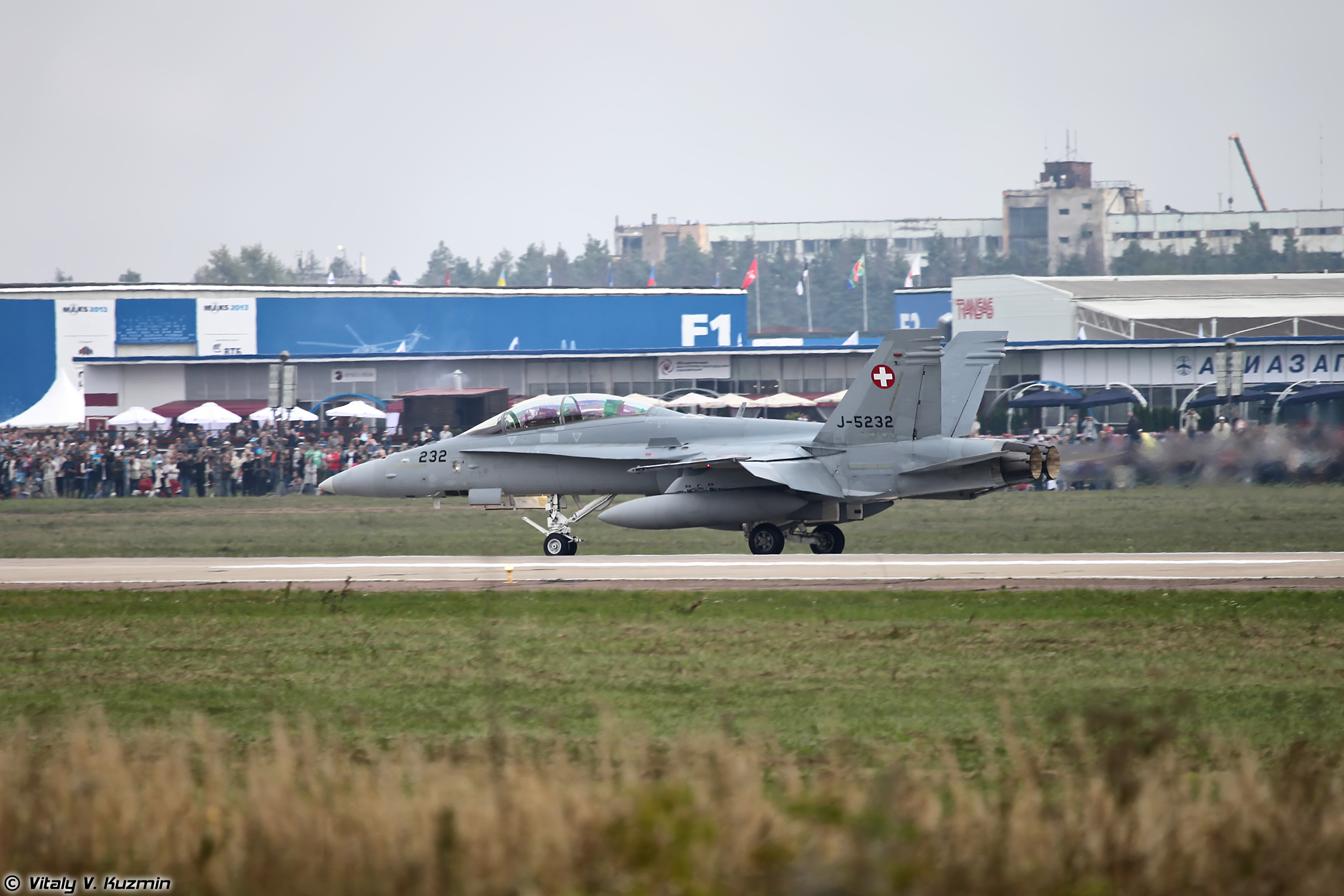
2013 erfolgte eine Flugvorführung in Moskau mit einem Doppelsitzer.

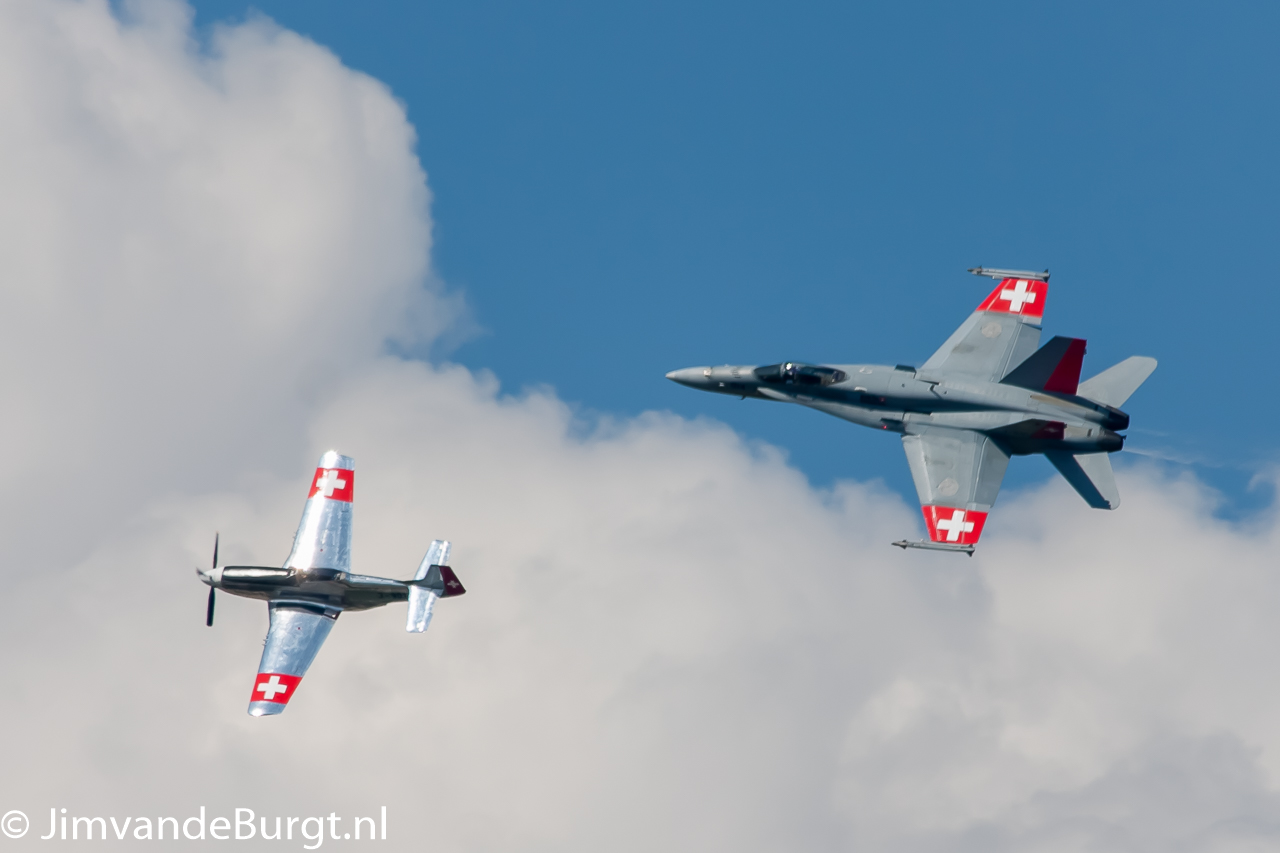
Spezialbemalung einer Hornet 2014 im Vorbeiflug mit der Mustang

Das F/A-18 Hornet Solo Display war eine Kunstflugvorführung der Schweizer Luftwaffe mit den Flugzeugen des Typs F/A-18 Hornet.
Die Vorführungen wurden per 1. Januar 2025 sistiert.

## Geschichte
Nach der Einführung der McDonnell Douglas F/A-18 bei der Luftwaffe 1997 wurde der Flugzeugtyp an öffentlichen Anlässen vorgeflogen. Die Aufgabe des Piloten war es, die Flugleistungen und die Wendigkeit der F/A-18 im In- und Ausland vorzuführen. In den Jahren 1997 und 1998 wechselten sich zwei Piloten ab, es waren dies Stéphane «Punzel» Rapaz und Werner «Höffi» Hoffmann. Von 1999 bis 2024 verfügte das F/A-18 Hornet Display jeweils über einen aktiven Displaypiloten, der bei Auftritten im Ausland von einem ehemaligen oder zukünftigen Piloten und einer Reservemaschine begleitet werden konnte. Heimatbasis ist der Militärflugplatz Payerne.
Geflogen wurde mit der einsitzigen Version F/A-18C ohne Aussenlasten. Solange es von der Flottenverfügbarkeit möglich war, wurde die Staffelmaschine der Fliegerstaffel verwendet, bei der der aktuelle Displaypilot eingeteilt war. Dies sind die J-5011 der Fliegerstaffel 11 Tigers, die J-5017 der Fliegerstaffel 17 Falcons oder die J-5018 der Fliegerstaffel 18 Panthers. Als Besonderheit flog Stéphane «Punzel» Rapaz die erste Präsentation mit der Doppelsitzerversion F/A-18D (J-5233) was auch bei einer weiteren Flugvorführung, diemal mit zwei Zusatztanks unter den Flügeln, im Jahr 2013  an der MAKS in Moskau der Fall war.
Bei grossen Airshows wie dem RIAT oder der Air14 flog die Hornet in der Eröffnung der Flugvorführung wo möglich mit dem PC-7 Team, der Patrouille Suisse oder dem Super Puma Display Team in einer gemeinsamen Überflugsformation. 2014 flog eine Hornet mit einer speziellen, dem Anstrich der Propellerflugzeuge im Zweiten Weltkrieg nachempfundenen Bemalung in Payerne in Formation mit einer Morane sowie einer Mustang.
Per 1. Januar 2025 wurden die Vorführungen ausgesetzt. Die Luftwaffe begründete den Schritt damit, "die stark belastete F/A-18 Flotte konsequent auf die Einsätze und das Training der Piloten einzusetzen".
Im letzten Vorführungsjahr 2024 lautete die Bekanntmachungsseite, veröffentlicht im April auf dem Internetauftritt der Luftwaffe F/A-18 Swiss Hornet Solo Display Team. Dieser Name war offensichtlich auch schon 2019 gegenüber der Presse verwendet worden, während 2016 auf dem Internetauftritt der Luftwaffe noch der Pilot vorgestellt wurde für das F/A-18 Hornet Solo Display. Die Präsentation unter diesem Namen lässt sich bis 2011 verfolgen.

## Auszeichnungen
- Paul Bowen Solo Jet Aerobatic Trophy 2006, 2007, 2009
- 2. Rang in «the most accurate, polish and safe display» 2012
- Commander Trophy für das «best military display» 2012

## Piloten
| Name                      | Staffel           | Zeitraum             |
| ------------------------- | ----------------- | -------------------- |
| Marcel «Frodo» Rust       | Fliegerstaffel 17 | 2024                 |
| Yannick «Foensi» Zanata   | Fliegerstaffel 17 | 2021–2023            |
| Nicolas «Vincent» Rossier | Fliegerstaffel 17 | 2017–2020            |
| Julien «Teddy» Meister    | Fliegerstaffel 17 | 2014–2017            |
| Bernhard «Beni» Kocher    | Fliegerstaffel 18 | 2013                 |
| Ralph «Deasy» Knittel     | Fliegerstaffel 17 | 2010–2012, MAKS 2013 |
| Thomas «Pipo» Peier       | Fliegerstaffel 18 | 2007–2009            |
| Michael «Elvis» Reiner    | Fliegerstaffel 11 | 2004–2007            |
| Patrick «Dähli» Dähler    | Fliegerstaffel 11 | 2001–2003            |
| Frédéric «Styff» Ryff     | Fliegerstaffel 17 | 1999–2000            |
| Werner «Höffi» Hoffmann   | Fliegerstaffel 11 | 1997–1998            |
| Stéphane «Punzel» Rapaz   | Fliegerstaffel 17 | 1997–1998            |